# Chiesa della Santissima Trinità (Vilminore di Scalve)
La chiesa della Santissima Trinità, conosciuta anche come santuario del Crocifisso è il principale luogo di culto cattolico di Vilmaggiore frazione di Vilminore di Scalve, elevata a parrocchia nel XVIII secolo.

## Storia
La chiesa fu costruita per rispondere al miracolo di guarigione di una giovane sordomuta. Secondo la tradizione in un giorno non definito del 1585 una giovane fanciulla sordomuta dalla nascita, si era fermata a pregare presso il crocifisso posto nella località di Vilmaggiore. La giovane vide la statua di Cristo sulla croce sanguinare e subito riacquistare l'udito e la voce. Secondo lo storico Eugenio Pedrini, l'allora arciprete Morelli invitò il vescovo a venire a verificare i fatti. Il luogo fu visitato dal provicario generale di Bergamo, don Salamini il 1º luglio 1585 che, valutato i fatti e le testimonianze, concesse la costruzione di un santuario che fu poi dedicato alla Santissima Trinità.
Per molto tempo la chiesa ebbe i favori di importanti famiglie scalvine e veneziane che fecero dono di abbellimenti e accessori. Purtroppo, secondo il Pedrini, ci fu poca cura da parte dei preti che si susseguirono in qualità di parroci, e molte delle opere andarono perdute. Così come l'inferriata che divideva l'aula dal presbiterio, fu rimossa da don Morzenti e andata perduta nel XIX secolo.
Il primo edificio era di piccole dimensioni venne ultimato nel 1694, venendo poi ampliata su progetto di un architetto loverese, e successive modifiche con l'aggiunta di stucchi e dipinti, con opere di mantenimento e rifacimenti vari compreso impianto di riscaldamento e pavimentazione nel corso del XX secolo.

## Descrizione

### Esterno
La chiesa ha l'orientamento nord-sud ed è anticipata da un sagrato delimitato da un muretto in sassi su due lati, mentre il terzo muretto è di contenimento. La facciata a capanna ha il tetto ligneo a due falde molto sporgenti atte a riparare i fedeli dalle piogge, mentre lateralmente il fabbricato presenta una gronda quasi inesistente.
La facciata è completata dal portale del XVI secolo in pietra locale con architrave e timpano triangolare, mentre la parte superiore conserva il rosone modanato sempre in pietra. L'esterno ha sul lato a levante un breve porticato sorretto da colonnine dalla linea antica. Mentre la parte absidale presenta aperture tribolate atte ad illuminare il presbiterio.

### Interno
L'interno a navata unica, è preceduto dalla bussola in noce, ed è diviso da lesene con capitelli in cinque campate. I capitelli sorreggono il cornicione che percorre tutta la parte superiore dell'aula, da dove parte la copertura con volta a botte. Due cappelle sono poste nella quarta campata. Una dedicata al suffragio con la pala della Pietà e l'altra dedicata alla Madonna del Rosario con il dipinto raffigurante la Sacra conversazione. Il presbiterio, è preceduto dall'arco trionfale che presenta sulla parete superiore rivolta verso l'aula il grande affresco della Predicazione di Gesù. Al presbiterio si accede da due gradini in marmo rosso di Verona ed è a pianta semiottagonale con un'altezza inferiore alla navata e con catino absidale terminante con coro ligneo e il seggio dei parati. Il presbiterio mantiene in una cornice dorata la pala con la raffigurazione della Santissima Trinità mentre la volta è affrescata con Il sogno dei tre angeli ad Abramo L'architettura della chiesa testimonia le vari fasi di creazione e di modifica.
La chiesa ospita la tela settecentesca operea della bottega di Enrico Albricci raffigurante la Pietà con san Pietro e Maria Maddalena e angeli.